# Supercúmul Linx–Ossa Major
El Supercúmul Linx–Ossa Major és un supercúmul a la regió de Linx-Ossa Major. Va ser descobert per Giovanelli i Haynes el 1982. El supercúmul està connectat al Filament Linx-Ossa Major.